# Notre-Dame du Rempart

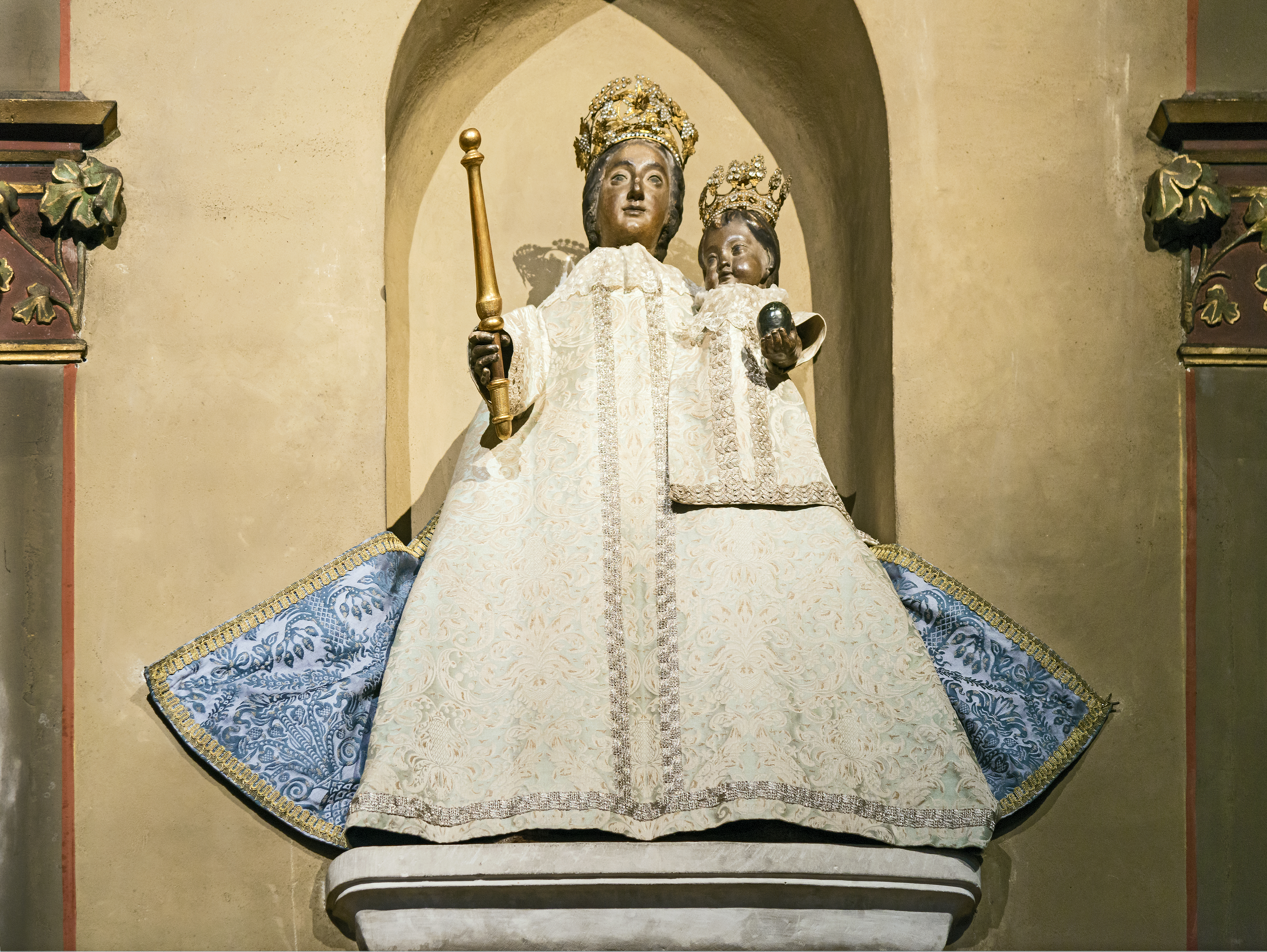
Notre-Dame du Rempart

Notre-Dame du Rempart est une statue de la Vierge Marie, datant du XVIIIe siècle, et installée dans l'église Notre-Dame du Taur à Toulouse. Elle fait l’objet d’un classement au titre objet des monuments historiques depuis le 5 janvier 1966.